# Фридрих фон Берг-Алтена
Фридрих фон Берг-Алтена (на немски: Friedrich von Berg-Altena, * ок. 1155, † 1198) от Берг-Алтена е граф на Алтена (1180 – 1198/1199) и на Крикенбек-Милендонк (до 1198). Той е прародител на Дом Ламарк.
Той е вторият син на граф Еберхард I фон Берг-Алтена (1150 – 1180) и Аделхайд фон Куик-Арнсберг. След смъртта на баща му на 23 януари 1180 г. Фридрих и брат му Арнолд разделят графството Алтена. Образуват се графствата Алтена-Изенберг и Алтена-Марк.
Фридрих се жени ок. 1198/1199 г. за Алверадис фон Крикенбек (* ок. 1155, † сл. 1220), дъщеря на граф Райнер фон Крикенбек-Милендонк (* ок. 1110, † сл. 1164). През 1198 г. Фридрих построява за син си Адолф замък Марк.
Фридрих е баща на:
- Адолф I фон Марк († 1249), comes de Marca, основател на Дом Ламарк.
- Фридрих (fl. 1199).